# Championnat du Danemark féminin de handball
La Championnat du Danemark féminin de handball est la compétition nationale de l'élite des clubs féminins de handball au Danemark.
Il a été pendant de nombreuses saisons le championnat féminin le plus relevé du monde, illustré notamment par six victoires en Ligue des champions en sept éditions entre 2004 et 2010. Il est dépassé par le Championnat de Hongrie et le Championnat de Norvège depuis 2015 (voir ci-dessous).

## Équipes de l'édition 2022-2023
- Aarhus United
- Ajax Copenhague
- Ikast Håndbold
- Horsens HK
- SønderjyskE Håndbold
- Copenhague Handball
- Nykøbing Falster HK
- Odense Håndbold
- Randers HK
- Ringkøbing Håndbold
- Silkeborg-Voel KFUM
- Skanderborg Håndbold
- Team Esbjerg
- Viborg HK

## Palmarès
Le palmarès saison par saison est :
| Saison         | Champion                  | Vice-champion          | Troisième              |
| -------------- | ------------------------- | ---------------------- | ---------------------- |
| 1935–1936      | KI Copenhague             |                        |                        |
| 1936–1937      | Copenhague KG             |                        |                        |
| 1937–1938      | KI Copenhague             |                        |                        |
| 1938–1939      | R.H. 33                   |                        |                        |
| 1939–1940      | Copenhague KG             |                        |                        |
| 1940–1941      | Copenhague KG             |                        |                        |
| 1941–1942      | Aarhus GF                 |                        |                        |
| 1942–1943      | KI Copenhague             |                        |                        |
| 1943–1944      | KI Copenhague             |                        |                        |
| 1944–1945      | Non disputé               | Non disputé            | Non disputé            |
| 1945–1946      | Copenhague KG             |                        |                        |
| 1946–1947      | KI Copenhague             |                        |                        |
| 1947–1948      | KI Copenhague             |                        |                        |
| 1948–1949      | Aarhus GF                 |                        |                        |
| 1949–1950      | KI Copenhague             |                        |                        |
| 1950–1951      | HG Copenhague             |                        |                        |
| 1951–1952      | Vejlby-Risskov Idrætsklub |                        |                        |
| 1952–1953      | HG Copenhague             |                        |                        |
| 1953–1954      | KI Copenhague             |                        |                        |
| 1954–1955      | USG Copenhague            |                        |                        |
| 1955–1956      | Frederiksberg IF          |                        |                        |
| 1956–1957      | HG Copenhague             |                        |                        |
| 1957–1958      | HG Copenhague             |                        |                        |
| 1958–1959      | Frederiksberg IF          |                        |                        |
| 1959–1960      | HG Copenhague             |                        |                        |
| 1960–1961      | Svendborg HK              |                        |                        |
| 1961–1962      | Frederiksberg IF          | Vejlby-Risskov         |                        |
| 1962–1963      | Helsingør IF              | Hjallese HF            |                        |
| 1963–1964      | HG Copenhague             | Stjernen IF            |                        |
| 1964–1965      | HG Copenhague             | IK Skovbakken          |                        |
| 1965–1966      | Frederiksberg IF          | HG Copenhague          | IK Skovbakken          |
| 1966–1967      | Frederiksberg IF          | HG Copenhague          | IK Skovbakken          |
| 1967–1968      | HG Copenhague             | Frederiksberg IF       | KI Copenhague          |
| 1968–1969      | HG Copenhague             | Frederiksberg IF       | KI Copenhague          |
| 1969–1970      | HG Copenhague             | Frederiksberg IF       | Glostrup IC            |
| 1970–1971      | Frederiksberg IF          | HG Copenhague          | Glostrup IC            |
| 1971–1972      | Frederiksberg IF          | Glostrup IC            | Hørsholm-Usserød IK    |
| 1972–1973      | Frederiksberg IF          | Funder GF              | Næstved IF             |
| 1973–1974      | Frederiksberg IF          | HG Copenhague          | Glostrup IC            |
| 1974–1975      | HG Copenhague             | Frederiksberg IF       | Helsingør IF           |
| 1975–1976      | Frederiksberg IF          | AIA-Tranbjerg          | HG Copenhague          |
| 1976–1977      | HG Copenhague             | Frederiksberg IF       | Svendborg HK           |
| 1977–1978      | Frederiksberg IF          | AIA-Tranbjerg          | Svendborg HK           |
| 1978–1979      | Svendborg HK              | Frederiksberg IF       | AIA-Tranbjerg          |
| 1979–1980      | Frederiksberg IF          | Helsingør IF           | Greve IF               |
| 1980–1981      | Frederiksberg IF          | IF Stjernen            | Svendborg HK           |
| 1981–1982      | AIA-Tranbjerg             | Svendborg HK           | Frederiksberg IF       |
| 1982–1983      | Helsingør IF              | Holstebro KFUM         | Frederiksberg IF       |
| 1983–1984      | Helsingør IF              | AIA-Tranbjerg          | Rødovre HK             |
| 1984–1985      | Frederiksberg IF          | Helsingør IF           | IF Stjernen            |
| 1985–1986      | IF Stjernen               | Rødovre HK             | GO Gudme               |
| 1986–1987      | Rødovre HK                | Lyngså BK              | NNfH Lemvig            |
| 1987–1988      | Lyngså BK                 | Rødovre HK             | GO Gudme               |
| 1988–1989      | Frederiksberg IF          | AIA-Tranbjerg          | GO Gudme               |
| 1989–1990      | GO Gudme                  | Frederiksberg IF       | Lyngså BK              |
| 1990–1991      | GO Gudme                  | Viborg HK              | Frederiksberg IF       |
| 1991–1992      | GO Gudme                  | Viborg HK              | Frederiksberg IF       |
| 1992–1993      | GO Gudme                  | Viborg HK              | Frederiksberg IF       |
| 1993–1994      | Viborg HK                 | GO Gudme               | Ikast FS               |
| 1994–1995      | Viborg HK                 | GO Gudme               | Ikast FS               |
| 1995–1996      | Viborg HK                 | GO Gudme               | Ikast FS               |
| 1996–1997      | Viborg HK                 | Frederikshavn fI       | GO Gudme               |
| 1997–1998      | Ikast FS                  | Viborg HK              | Frederiksberg IF       |
| 1998–1999      | Viborg HK                 | Ikast FS               | Frederikshavn fI       |
| 1999–2000      | Viborg HK                 | Frederiksberg IF       | Ikast-Bording EH       |
| 2000–2001      | Viborg HK                 | GO Gudme               | Ikast-Bording EH       |
| 2001–2002      | Viborg HK                 | Ikast-Bording EH       | Randers HK             |
| 2002–2003      | Slagelse FH               | Ikast-Bording EH       | GO Gudme               |
| 2003–2004      | Viborg HK                 | Slagelse FH            | Ikast-Bording EH       |
| 2004–2005      | Slagelse DT               | Aalborg DH             | Ikast-Bording EH       |
| 2005–2006      | Viborg HK                 | Slagelse DT            | Aalborg DH             |
| 2006–2007      | Slagelse DT               | Viborg HK              | Aalborg DH             |
| 2007–2008      | Viborg HK                 | Ikast-Bording EH       | FC Copenhague          |
| 2008–2009      | Viborg HK                 | Aalborg DH             | FC Copenhague          |
| 2009-2010      | Viborg HK                 | Randers HK             | KIF Vejen              |
| 2010-2011      | FC Midtjylland            | Randers HK             | Viborg HK              |
| 2011-2012      | Randers HK                | Viborg HK              | FC Midtjylland         |
| 2012-2013      | FC Midtjylland            | Team Tvis Holstebro    | Viborg HK              |
| 2013-2014      | Viborg HK                 | FC Midtjylland         | Randers HK             |
| 2014-2015      | FC Midtjylland            | Team Esbjerg           | Team Tvis Holstebro    |
| 2015-2016      | Team Esbjerg              | FC Midtjylland         | Team Tvis Holstebro    |
| 2016-2017      | Nykøbing Falster HK       | Copenhague Handball    | FC Midtjylland         |
| 2017-2018      | Copenhague Handball       | Odense Håndbold        | Viborg HK              |
| 2018-2019      | Team Esbjerg              | Herning-Ikast Håndbold | Odense Håndbold        |
| 2019-2020      | Team Esbjerg              | Odense Håndbold        | Viborg HK              |
| 2020–2021      | Odense Håndbold           | Viborg HK              | Herning-Ikast Håndbold |
| 2021–2022      | Odense Håndbold           | Team Esbjerg           | Herning-Ikast Håndbold |
| 2022–2023      | Team Esbjerg              | Odense Håndbold        | Ikast Håndbold         |
| 2023–2024      | Team Esbjerg              | Nykøbing Falster HK    | Odense Håndbold        |
| 2024–2025 (en) | Odense Håndbold           | Team Esbjerg           | Ikast Håndbold         |

### Bilan
| Rang  | Club                             | Titres  | Saisons                                                                                  |
| ----- | -------------------------------- | ------- | ---------------------------------------------------------------------------------------- |
| 1     | Frederiksberg IF                 | 15      | 1956, 1959, 1962, 1966, 1967, 1971, 1972, 1973, 1974, 1976, 1978, 1980, 1981, 1985, 1989 |
| 2     | Viborg HK                        | 14      | 1994, 1995, 1996, 1997, 1999, 2000, 2001, 2002, 2004, 2006, 2008, 2009, 2010, 2014       |
| 3     | HG Copenhague                    | 12      | 1951, 1953, 1957, 1958, 1960, 1964, 1965, 1968, 1969, 1970, 1975, 1977                   |
| 4     | KI Copenhague (da)               | 8       | 1936, 1938, 1943, 1944, 1947, 1948, 1950, 1954                                           |
| 5     | Team Esbjerg                     | 5       | 2016, 2019, 2022, 2023, 2024                                                             |
| 6     | Copenhague KG (da)               | 4       | 1937, 1940, 1941, 1946                                                                   |
| 6     | GOG Håndbold                     | 4       | 1990, 1991, 1992, 1993                                                                   |
| 6     | (Herning-)Ikast / FC Midtjylland | 4       | 1998, 2011, 2013, 2015                                                                   |
| 9     | Helsingør IF                     | 3       | 1963, 1983, 1984                                                                         |
| 9     | Slagelse DT                      | 3       | 2003, 2005, 2007                                                                         |
| 9     | Odense HåndboldT                 | 3       | 2021, 2022, 2025                                                                         |
| 12    | AGF Aarhus                       | 2       | 1942, 1949                                                                               |
| 12    | Svendborg HK                     | 2       | 1961, 1979                                                                               |
| 14    | RH 33                            | 1       | 1939                                                                                     |
| 14    | Vejlby-Risskov Idrætsklub (da)   | 1       | 1952                                                                                     |
| 14    | USG Copenhague                   | 1       | 1955                                                                                     |
| 14    | IF AIA-Tranbjerg                 | 1       | 1982                                                                                     |
| 14    | IF Stjernen                      | 1       | 1986                                                                                     |
| 14    | Rødovre HK                       | 1       | 1987                                                                                     |
| 14    | Lyngså BK                        | 1       | 1988                                                                                     |
| 14    | Randers HK                       | 1       | 2012                                                                                     |
| 14    | Copenhague Handball              | 1       | 2018                                                                                     |
| 14    | Nykøbing Falster HK              | 1       | 2017                                                                                     |
| /     | Non disputé                      | 1       | 1945                                                                                     |
| Total | Total                            | 89 (+1) | 1936-2025                                                                                |

## Classement EHF
Le coefficient EHF du championnat pour la saison 2025-2026 est :
| Rang                   | Championnat | Coeff. | Places |
| ---------------------- | ----------- | ------ | ------ |
| 1                      | Hongrie     | 210,33 | 1      |
| 2                      | Norvège     | 198,33 | 1      |
| 3                      | Danemark    | 154,67 | 1      |
| 4                      | France      | 143,33 | 1      |
| 5                      | Roumanie    | 113,00 | 1      |
| 6                      | Russie      | 113,00 | 0      |
| 7                      | Allemagne   | 99,33  | 1      |
| 8                      | Slovénie    | 86,33  | 1      |
| 9                      | Monténégro  | 46,67  | 1      |
| 10 à 50 : aucune place |             |        |        |

| Rang                                   | Championnat | Coeff. | Places |
| -------------------------------------- | ----------- | ------ | ------ |
| 1                                      | Danemark    | 96,00  | 4      |
| 2                                      | Allemagne   | 94,67  | 4      |
| 3                                      | Norvège     | 85,67  | 3      |
| 4                                      | Roumanie    | 81,67  | 3      |
| 5                                      | France      | 64,00  | 3      |
| 6                                      | Hongrie     | 48,67  | 3      |
| 7                                      | Croatie     | 38,67  | 3      |
| 8                                      | Russie      | 33,00  | 0      |
| 9                                      | Pologne     | 27,33  | 3      |
| 10 à 18 : 2 places ; 19 à 29 : 1 place |             |        |        |
| 30 à 50 : 0 place                      |             |        |        |

L'évolution du classement du championnat est :
| Année | 06 | 07 | 08 | 09 | 10 | 11 | 12 | 13 | 14 | 15 | 16 | 17 | 18 | 19 | 20 | 21 | 22 | 23 | 24 |
| ----- | -- | -- | -- | -- | -- | -- | -- | -- | -- | -- | -- | -- | -- | -- | -- | -- | -- | -- | -- |
| Rang  | 1  | 1  | 1  | 1  | 1  | 1  | 1  | 2  | 2  | 1  | 1  | 2  | 4  | 4  | 3  | 4  | 5  | 5  | 3  |